# Помеция
Помеция (на италиански: Pomezia, Pometia) е град и община в Централна Италия, в регион Лацио, провинция Рим, на 34 км южно от Рим. Има 60 438 жители (28 февруари 2010).
Градът се намира в Понтийската равнина, бивша блатиста местност. Основан е от Мусолини на 25 април 1934 г.
На територията на община Помеция се e намирал древният град Лавиниум.
През древността градът се казва Помеция и е град на волските, наричан е и Суеса Помеция, който претърпява природна катастрофа и потъва в образувалите се Понтийски блата.
Градът Помеция е бил колония на Алба Лонга. Според Ливий един от синовете на Анк Марций (640–616 пр.н.е.) бяга в този град.
Цар Тарквиний Горди превзема Помеция между 534 i 509 пр.н.е.
През 502 пр.н.е. е превзет по времето на войната против аврунките от Опитер Вергиний Трикост.
През 367 пр.н.е. волските са подчинени от римляните. Помеция претърпява природна катастофа и потъва в образувалите се Понтийски блата.